# Pegomya circumpolaris
Pegomya circumpolaris este o specie de muște din genul Pegomya, familia Anthomyiidae, descrisă de Ackland și Griffiths în anul 1983. Conform Catalogue of Life specia Pegomya circumpolaris nu are subspecii cunoscute.